# 全建
株式会社全建（ぜんけん）は秋田県秋田市に本社がある運送会社。

## 概要
秋田県には秋田中央営業所と雄和営業所があり、新潟県の聖籠町に新潟営業所がある。
総従業員数44人（48人）※（役員含む）。
車両数は大型ウイング車が46台、トレーラが3セット、計53台。
主に木材・鋼材等の建材や工業製品を輸送している。車両はすべてドライ車である。
高度運行管理システムを導入して車両をオンラインにして運行管理業務を省力化している。
社名の由来は「すべて、たてる」と言う意味から来ている。
というのも当初重機オペレーターの会社としてスタートし高速道路やダム建設の工事に二次下請けとして加わっていたためである。
現在は、一般貨物運送事業として運営されている。
開業当初は建設に関わるものはすべてこなせる会社にしたいという思いのもと名付けられた。
シンボルマークは全建の「Z」に、丸い地球、豊かな奥羽山脈と【安全・健康・県境・平和・若さ】をイメージした緑、
広大な日本海の【公平・信頼・清潔・落ち着き・誠実】をイメージした青を車両に映える形でデザインしたものである。

## 営業所
- 秋田中央営業所 〒010-0061 秋田県秋田市卸町3丁目1-11
- 雄和営業所 〒010-1201 秋田県秋田市雄和田草川字沖村160-1
- 新潟営業所 〒957-0101 新潟県北蒲原郡聖籠町東港7-5525-13

## 一時保管施設
- 卸町倉庫 秋田中央営業所と同じ
- 雄和倉庫 雄和営業所と同じ
- 寺内倉庫 〒011-0905 秋田県秋田市寺内神屋敷19-11
- 本田倉庫 〒010-1201 秋田県秋田市雄和田草川本田207

## 自動車整備工場
- 全建認証整備工場 雄和営業所と同じ

| スタブアイコン | サブスタブ | この項目は、まだ閲覧者の調べものの参照としては役立たない、企業に関連した書きかけの項目です。この項目を加筆・訂正などしてくださる協力者を求めています（PJ:経済）。 |